# Sanfilippodytes terminalis
Sanfilippodytes terminalis är en skalbaggsart som först beskrevs av Sharp 1882.  Sanfilippodytes terminalis ingår i släktet Sanfilippodytes och familjen dykare. Inga underarter finns listade i Catalogue of Life.